# Nerijan
Nerijan (en francès Nérigean) és un municipi francès situat al departament de la Gironda i a la regió de la Nova Aquitània.

## Demografia
| 1962                                       | 1968 | 1975 | 1982 | 1990  | 1999 | 2007 |
| ------------------------------------------ | ---- | ---- | ---- | ----- | ---- | ---- |
| 545                                        | 560  | 654  | 948  | 1.036 | 880  | 882  |
| Des de 1962: població sense dobles comptes |      |      |      |       |      |      |

## Administració
| Període   | Identitat         | Partit |
| --------- | ----------------- | ------ |
| 2001-2008 | Jean-Paul Fossat  | PS     |
| 2008-     | Jean-Luc Lamaison |        |